# Master de fleuret
Le Master de fleuret Melun Val de Seine est une compétition d'escrime organisée depuis 2009 par le Cercle d'escrime Melun Val de Seine. Il regroupe huit des meilleurs fleurettistes mondiaux.
L'édition 2014 du Master, qui s'est tenue à l'espace Pierre-Bachelet de Dammarie-les-Lys le 11 avril 2014 a réuni près de 1 000 spectateurs. L'édition 2013 faisait partie des célébrations du centenaire de la Fédération internationale d'escrime.

## Déroulement
Les huit participants au Master sont répartis en deux poules de quatre tireurs, qui se livrent trois matches de trois minutes en cinq touches, avec touche décisive en cas d'égalité. Les deux premiers de chaque poule accèdent à la demi-finale. En cas d'égalité au terme de la phase de poule, les tireurs sont départagés au différentiel entre touches portées et touches reçues. Les demi-finales se disputent en deux manches gagnantes de cinq touches, avec touche décisive en cas d'égalité. La finale se déroule suivant le format classique des matches d'élimination directe, c'est-à-dire en quinze touches, sur un maximum de 9 minutes divisées en trois manches de trois minutes.

## Palmarès

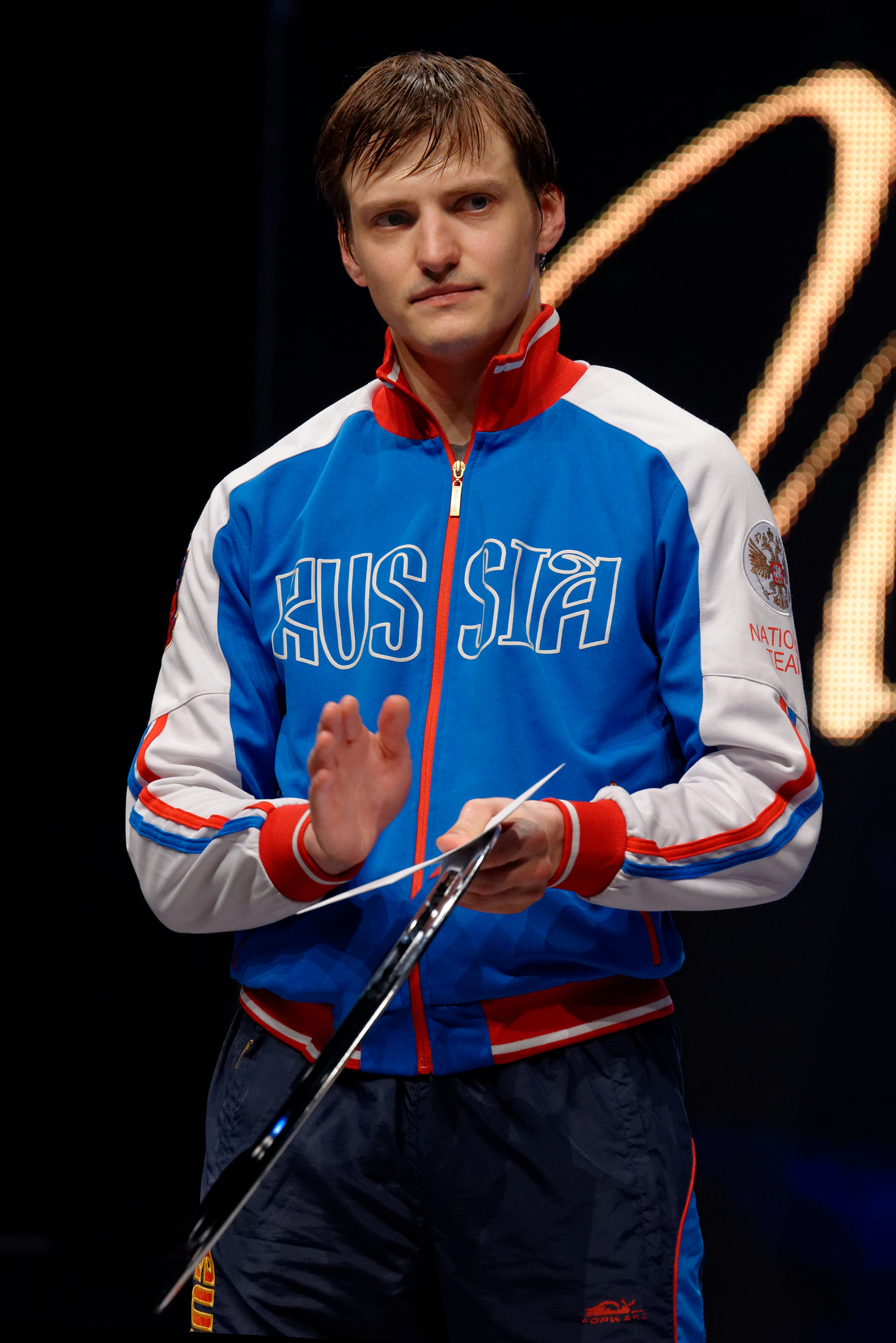
Aleksey Cheremisinov, vainqueur en 2014

| Rang | Nom                   |
| ---- | --------------------- |
| 1    | Race Imboden          |
| 2    | Ma Jianfei            |
| 3    | Peter Joppich         |
| 3    | Aleksey Cheremisinov  |
| 5    | Enzo Lefort           |
| 6    | Alexander Choupenitch |
| 7    | Erwann Le Péchoux     |
| 8    | James-Andrew Davis    |

| Rang | Nom                  |
| ---- | -------------------- |
| 1    | Aleksey Cheremisinov |
| 2    | Peter Joppich        |
| 3    | Enzo Lefort          |
| 3    | Erwann Le Péchoux    |
| 5    | Andrea Baldini       |
| 6    | Gerek Meinhardt      |
| 7    | Andrea Cassarà       |
| 7    | Miles Chamley-Watson |

| Rang | Nom                    |
| ---- | ---------------------- |
| 1    | Erwann Le Péchoux      |
| 2    | Enzo Lefort            |
| 3    | Peter Joppich          |
| 3    | Race Imboden           |
| 5    | Lei Sheng              |
| 6    | Andrea Baldini         |
| 7    | Choi Byung-chul        |
| 8    | Alaaeldin Abouelkassem |

| Rang | Nom                    |
| ---- | ---------------------- |
| 1    | Térence Joubert        |
| 2    | Peter Joppich          |
| 3    | Victor Sintès          |
| 3    | Giorgio Avola          |
| 5    | Andrea Cassarà         |
| 6    | Erwann Le Péchoux      |
| 7    | Alaaeldin Abouelkassem |
| 8    | Choi Byung-chul        |

| Rang | Nom                |
| ---- | ------------------ |
| 1    | Benjamin Kleibrink |
| 2    | Brice Guyart       |
| 3    | Andrea Baldini     |
| 3    | Andrea Cassarà     |
| 5    | Victor Sintès      |
| 6    | Peter Joppich      |
| 7    | Lei Sheng          |
| 8    | Yuki Ota           |

| Rang | Nom                |
| ---- | ------------------ |
| 1    | Yuki Ota           |
| 2    | Richard Kruse      |
| 3    | Erwann Le Pechoux  |
| 3    | Térence Joubert    |
| 5    | Peter Joppich      |
| 6    | Andrea Baldini     |
| 7    | Benjamin Kleibrink |
| 8    | Jun Zhu            |

| Rang | Nom                |
| ---- | ------------------ |
| 1    | Peter Joppich      |
| 2    | Benjamin Kleibrink |
| 3    | Erwann Le Pechoux  |
| 3    | Andrea Cassarà     |
| 5    | Jun Zhu            |
| 6    | Yuki Ota           |
| 7    | Salvatore Sanzo    |
| 8    | Terence Joubert    |

## Challenge Revenu

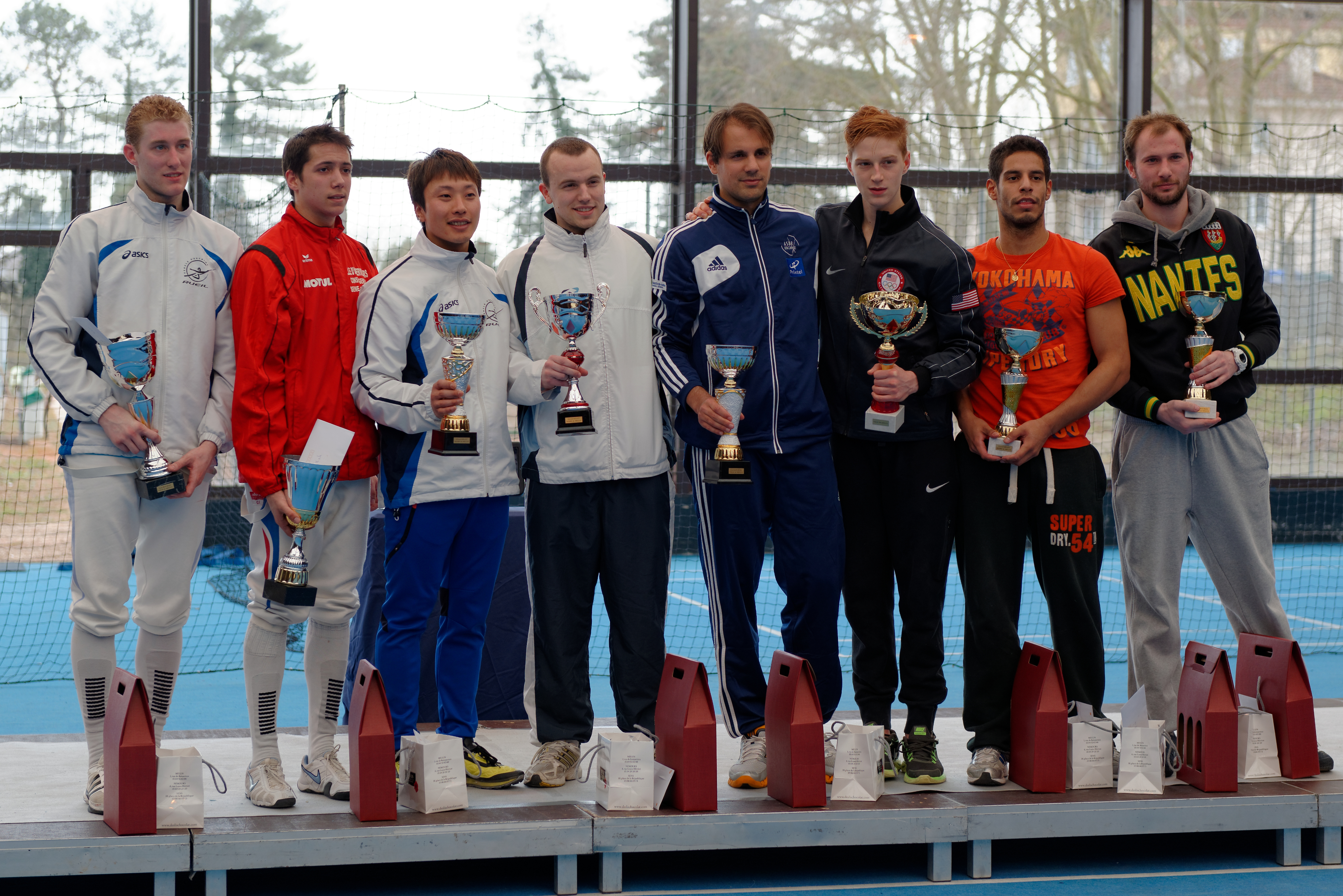
Les quarts-de-finalistes du Challenge Revenu 2013

Le Challenge Revenu est une compétition de fleuret du circuit national français créée en 1969 par le Cercle d'escrime de Melun en l'honneur d'Ernest Revenu, fondateur du club. Il se tient le week-end du Master de fleuret, dont les huit participants sont invités au tableau final de la compétition. Bernard Talvard, Benjamin Kleibrink ou encore Philippe Omnès ont figuré parmi ses vainqueurs. Le vainqueur du Challenge Revenu 2015 est le britannique Richard Kruse

## Lien
http://www.escrime-cemvs.com